# Pero me acuerdo de ti
"Pero Me Acuerdo de Ti" é um single do álbum de estreia de Christina Aguilera, em espanhol e segundo album no geral, Mi Reflejo, escrita e produzida por Rudy Pérez. Lançado em 2001, o single não entrou na Billboard Hot 100 mas foi um grande sucesso comercial. O single é mais conhecido por ser o primeiro originais Aguilera (não uma versão em espanhol de um hit em Inglês) única música latina. Recebeu uma indicação ao Grammy de Gravação do Ano no Grammy Latino de 2001.
Nesse single, podemos ver que Christina havia crescido em relação a música e personalidade. E o mais curioso é que, nessa canção, Christina mostra que não fica atrás de sua "co-rival" Mariah Carey; Christina mostra uma chamada inicial de 4 oitavas, surpreendendo a todos. 

## Lançamento e Recepção
"Pero Me Acuerdo de Ti "foi lançado para as  estações de rádio latinas na segunda semana de dezembro de 2000 nos Estados Unidos. Atingiu o número oito no Hot Latin Songs e cinco no Latin Pop Songs. Na Espanha, alcançou o número três na parada de singles do país. Kurt B. Reighley do Wall of Sound fez uma avaliação positiva em relação à música, dizendo que Aguilera é "persuasiva e envolvente" na música.  Perry Gettelman, editor do Orlando Sentinel não ficou impressionado, escrevendo que "Ela parece igualmente apaixonada por trechos acrobáticos e baixos gemidos sexuais e gatinhos".  No 2º Grammy Latino, "Pero Me Acuerdo de Ti" recebeu uma indicação ao Grammy Latino de Record of the Year. Perdendo para para Alejandro Sanz com "El Alma al Air".

## Promoção
Aguilera performou a música juntamente com "Falsas esperanzas" no Grammy Latino de 2001

## Videoclipe
O vídeo foi dirigido por Kevin G. Bray. Christina está com um vestido lilás e um penteado com tranças amarradas. O clipe se passa dentro de um estúdio de fotografia/filmagem, onde Christina canta ora sentada, ora em pé ouvindo seu toca CD. Pode se ver as câmeras e o pessoal da produção em alguns takes.

## Conquistas
"Pero Me Acuerdo de Tí" recebeu uma indicação ao Grammy Latino em 2001 na categoria "Gravação do Ano", a categoria mais prestigiada referindo-se a canções.
| Ano  | Recipiente              | Categoria       | Resultado |
| ---- | ----------------------- | --------------- | --------- |
| 2001 | "Pero Me Acuerdo de Tí" | Gravação do Ano | Indicado  |

## Desempenho nas paradas
| Tabela musical (2001)                      | Melhor posição |
| ------------------------------------------ | -------------- |
| Argentina - Top 100 Argentina              | 1              |
| Brasil - Billboard Brasil                  | 22             |
| México-SNEP                                | 1              |
| Peru - IRMA                                | 4              |
| Espanha - SNEP                             | 1              |
| Uruguai - FIMI                             | 1              |
| Estados Unidos - Billboard Latin Songs     | 8              |
| Estados Unidos - Billboard Latin Pop Songs | 5              |
| Venezuela - SNEP                           | 1              |
| Espanha - PROMUSICAE                       | 3              |

| Chart (2001)                               | Posição |
| ------------------------------------------ | ------- |
| Estados Unidos - Billboard Latin Pop Songs | 30      |